# Exhalimolobos palmeri
Exhalimolobos palmeri är en korsblommig växtart som först beskrevs av William Botting Hemsley, och fick sitt nu gällande namn av Al-shehbaz och C. Donovan Bailey. Exhalimolobos palmeri ingår i släktet Exhalimolobos och familjen korsblommiga växter. Inga underarter finns listade i Catalogue of Life.